# Світ-Вотер-Вілледж (Аризона)
Світ-Вотер-Вілледж (англ. Sweet Water Village)  також Сіові Шу дагі (оодхам S-iʼovĭ Shu:dagĭ)— переписна місцевість (CDP) в США, в окрузі Пінал штату Аризона. Населення — 123 особи (2020).

## Географія
Світ-Вотер-Вілледж розташований за координатами 33°7′12″ пн. ш. 111°50′16″ зх. д. / 33.12000° пн. ш. 111.83778° зх. д. (33.120000, -111.837866).  За даними Бюро перепису населення США в 2010 році переписна місцевість мала площу 2,07 км², уся площа — суходіл.

## Демографія
Згідно з переписом 2010 року, у переписній місцевості мешкали 83 особи в 25 домогосподарствах у складі 15 родин. Густота населення становила 40 осіб/км².  Було 26 помешкань (13/км²).
Расовий склад населення:
| - 97,6 % — корінних американців - 1,2 % — білих |

До двох чи більше рас належало 1,2 %. Частка іспаномовних становила 19,3 % від усіх жителів.
За віковим діапазоном населення розподілялося таким чином: 38,6 % — особи молодші 18 років, 55,4 % — особи у віці 18—64 років, 6,0 % — особи у віці 65 років та старші. Медіана віку мешканця становила 25,5 року. На 100 осіб жіночої статі у переписній місцевості припадало 76,6 чоловіків;  на 100 жінок у віці від 18 років та старших — 75,9 чоловіків також старших 18 років.
Середній дохід на одне домашнє господарство  становив 50 074 долари США (медіана — 53 235), а середній дохід на одну сім'ю — 49 995 доларів (медіана — 53 235). Медіана доходів становила 19 238 доларів для чоловіків та 37 639 доларів для жінок. За межею бідності перебувало 9,9 % осіб, у тому числі 0,0 % дітей у віці до 18 років та 16,2 % осіб у віці 65 років та старших.
Цивільне працевлаштоване населення становило 130 осіб. Основні галузі зайнятості: публічна адміністрація — 33,1 %, мистецтво, розваги та відпочинок — 32,3 %, транспорт — 3,1 %.